# 營造畝
營造畝是中国的一個面積單位，中國各地区很多都以亩为计算耕地面积，但亩的大小不一。
1營造畝
＝614.40平方公尺
＝6.1440公畝
＝0.06144公頃
＝0.000614平方公里
＝0.9216市畝
＝185.856坪
＝6.19520日畝
＝0.06238臺灣甲
＝0.15203英畝
＝0.15182美畝